# جامعة جمبي
جامعة جمبي (بالإندونيسية: Universitas Jambi) هي مؤسسة تعليم عالي تقع في جمبي عاصمة مقاطعة جمبي، إندونيسيا. افتتحت رسميا من قبل وزير التعليم والثقافة، أ. د. داود يوسف في 23 مارس 1963.

## رؤساء الجامعة
|   | المدير                           | الفترة          |
| - | -------------------------------- | --------------- |
| 1 | كيماس محمد صالح                  | 1977 - 1984     |
| 2 | م. صمد                           | 1985 - 1994     |
| 3 | أ. د. م. سودارمادي هارجوسوويجنيو | 1994 - 1999     |
| 4 | أ. د. م. على رحمن                | 1999 - 2003     |
| 5 | كيماس أرشاد صمد                  | 2003 - 2010     |
| 6 | أ. د. أولياء تاسمان              | 2010 - حتى الآن |

## كليات

### بكالوريوس
- كلية الطب وعلوم الصحة
- كلية الحقوق
- كلية الاقتصاد
- كلية الزراعة
- كلية المزارع
- كلية التربية والتعليم
- كلية علوم الاجتماعية وعلوم السياسة
- كلية علوم الثقافة
- كلية العلوم والتكنولوجيا
- كلية التكنولوجيا الزراعية

### ماجستير
- التكنولوجيا التعليمية
- تربية العلوم
- اعلوم الحقوق
- اقتصاد التنمية
- الإدارة
- الأعمال الزراعية
- علوم المزارع

## الوصلات الخارجية
- (بالإندونيسية) الموقع الرسمي لجامعة جمبي